# Reda El-Azab
Reda El-Azab (tiếng Ả Rập: رضا العزب; sinh ngày 9 tháng 7 năm 1986) là một cầu thủ bóng đá người Ai Cập thi đấu ở vị trí hậu vệ phải cho đội bóng tại Giải bóng đá ngoại hạng Ai Cập Zamalek.

## Sự nghiệp câu lạc bộ
Anh khởi đầu đầu sự nghiệp cùng với đội trẻ Baladeyet El-Mahalla sau đó chuyển đến Ittihad El-Shorta và đến Zamalek năm 2014.

## Danh hiệu

### Câu lạc bộ
Zamalek SC
- Giải bóng đá ngoại hạng Ai Cập (1): 2014-2015